# Burger György Kristóf
Burger György Kristóf (Pfaffenschlag, 1622 – ?) evangélikus lelkész.

## Élete
Tanult Eperjesen és Strasbourgban. 1649-ben a csallóközi Bruckban pappá lett és ugyanazon év szeptember 2. írta alá a pozsonyi esperesség törvényeit, 1652-ben Nagyszombatba ment német papnak.

## Munkái
- Singchor des Tempels Ezechielis. Ulm, 1652.
- Cathedra templi Ezechieli. Uo. 1652.